# Liga Campionilor EHF Feminin 2013-2014
Liga Campionilor EHF Feminin 2013-14 a fost a 21-a ediție a Ligii Campionilor EHF Feminin, competiția celor mai bune cluburi de handbal feminin din Europa, organizată și supervizată de Federația Europeană de Handbal. Győri Audi ETO KC, fosta deținătoare a titlului, a câștigat și ediția 2013-14, după ce a învins în finală echipa muntenegreană ŽRK Budućnost Podgorica.

## Privire de ansamblu

### Format
Cluburile au fost trase la sorți în patru grupe de câte patru și au jucat o semifinală și o finală. Câștigătoarele grupelor de calificare au avansat în faza grupelor.

### Repartizarea echipelor
| Faza grupelor         | Faza grupelor        | Faza grupelor           | Faza grupelor           |
| --------------------- | -------------------- | ----------------------- | ----------------------- |
| Hypo Niederösterreich | Podravka Koprivnica  | FC Midtjylland Håndbold | Metz Handball           |
| Thüringer HC          | Győri Audi ETO KCDT  | Budućnost Podgorica     | Larvik HK               |
| SPR Lublin SSA        | Krim Ljubljana       | BM Bera Bera            | IK Sävehof              |
| Câștigătoarea TC1     | Câștigătoarea TC2    | Câștigătoarea TC3       | Câștigătoarea TC4       |
| Turneul de calificare |                      |                         |                         |
| BNTU Minsk            | RK Lokomotiva Zagreb | Team Tvis Holstebro     | Viborg HK               |
| Fleury Loiret HB      | HC Leipzig           | Érdi VSE                | FTC-Rail Cargo Hungaria |
| PDO Salerno           | ŽRK Vardar           | SERCODAK Dalfsen        | Byåsen HE               |
| Tertnes IL            | HCM Baia Mare        | Rostov-Don              | LK Zug                  |
| Muratpaşa BSK Antalya |                      |                         |                         |

DT Deținătoarea titlului

## Etapa calificărilor

### Turneele de calificare
Un total de 17 echipe a luat parte la turneele de calificare. Cluburile au fost trase la sorți în patru grupe de câte patru și au jucat o semifinală și o finală. Câștigătoarele grupelor de calificare au avansat în faza grupelor. Meciurile s-au desfășurat pe 14–15 septembrie 2013. Tragerea la sorți a avut loc pe 27 iunie 2013, la ora locală 14:00, în Viena, Austria.

### Distribuție
| Urna 1                                                     | Urna a 2-a                                         | Urna a 3-a                                     | Urna a 4-a                                                 |
| ---------------------------------------------------------- | -------------------------------------------------- | ---------------------------------------------- | ---------------------------------------------------------- |
| FTC-Rail Cargo Hungaria Byåsen HE HCM Baia Mare Rostov-Don | Team Tvis Holstebro HC Leipzig Érdi VSE ŽRK Vardar | SERCODAK Dalfsen LK Zug PDO Salerno BNTU Minsk | Tertnes IL Viborg HK Fleury Loiret HB RK Lokomotiva Zagreb |

### Meciuri de baraj
Câștigătoarea a avansat în faza a doua a calificărilor.
| Echipa #1        | Total | Echipa #2             | Tur    | Retur |
| ---------------- | ----- | --------------------- | ------ | ----- |
| SERCODAK Dalfsen | 68–55 | Muratpașa BSK Antalya | 31 aug | 1 sep |

### Turneul de calificare 1
|  | Semifinale         | Semifinale         |    |                    | Finala             | Finala |  |
|  |                    |                    |    |                    |                    |        |  |
|  | 14 septembrie 2013 |                    |    |                    |                    |        |  |
|  | Byåsen HE          | 21                 |    |                    |                    |        |  |
|  | Tertnes IL         | 20                 |    |                    |                    |        |  |
|  |                    |                    |    |                    |                    |        |  |
|  |                    |                    |    |                    | 15 septembrie 2013 |        |  |
|  |                    |                    |    |                    | Byåsen HE          | 23     |  |
|  |                    | HC Leipzig         | 27 |                    |                    |        |  |
|  |                    |                    |    |                    |                    |        |  |
|  |                    |                    |    |                    |                    |        |  |
|  |                    |                    |    |                    | Finala mică        |        |  |
|  | 14 septembrie 2013 | 14 septembrie 2013 |    | 15 septembrie 2013 | 15 septembrie 2013 |        |  |
|  | HC Leipzig         | 29                 |    | Tertnes IL         | 28                 |        |  |
|  | BNTU Minsk         | 24                 |    |                    | BNTU Minsk         | 24     |  |

### Turneul de calificare 2
|  | Semifinale         | Semifinale         |    |                    | Finala             | Finala |  |
|  |                    |                    |    |                    |                    |        |  |
|  | 14 septembrie 2013 |                    |    |                    |                    |        |  |
|  | Ferencvárosi       | 26                 |    |                    |                    |        |  |
|  | RK Zagreb          | 23                 |    |                    |                    |        |  |
|  |                    |                    |    |                    |                    |        |  |
|  |                    |                    |    |                    | 15 septembrie 2013 |        |  |
|  |                    |                    |    |                    | Ferencvárosi       | 31     |  |
|  |                    | Érdi VSE           | 24 |                    |                    |        |  |
|  |                    |                    |    |                    |                    |        |  |
|  |                    |                    |    |                    |                    |        |  |
|  |                    |                    |    |                    | Finala mică        |        |  |
|  | 14 septembrie 2013 | 14 septembrie 2013 |    | 15 septembrie 2013 | 15 septembrie 2013 |        |  |
|  | Érdi VSE           | 34                 |    | RK Zagreb          | 35                 |        |  |
|  | LK Zug             | 25                 |    |                    | LK Zug             | 24     |  |

### Turneul de calificare 3
|  | Semifinale          | Semifinale          |  |                    | Finala             | Finala |  |
|  |                     |                     |  |                    |                    |        |  |
|  | 14 septembrie 2013  |                     |  |                    |                    |        |  |
|  | HCM Baia Mare       | 26                  |  |                    |                    |        |  |
|  | Viborg HK           | 25                  |  |                    |                    |        |  |
|  |                     |                     |  |                    |                    |        |  |
|  |                     |                     |  |                    | 15 septembrie 2013 |        |  |
|  |                     |                     |  |                    | HCM Baia Mare      | 36     |  |
|  |                     | Team Tvis Holstebro |  |                    |                    |        |  |
|  |                     |                     |  |                    |                    |        |  |
|  |                     |                     |  |                    |                    |        |  |
|  |                     |                     |  |                    | Finala mică        |        |  |
|  | 14 septembrie 2013  | 14 septembrie 2013  |  | 15 septembrie 2013 | 15 septembrie 2013 |        |  |
|  | Team Tvis Holstebro | 38                  |  | Viborg HK          | 33                 |        |  |
|  | SERCODAK Dalfsen    | 30                  |  |                    | SERCODAK Dalfsen   | 12     |  |

### Turneul de calificare 4
|  | Semifinale         | Semifinale         |    |                    | Finala             | Finala |  |
|  |                    |                    |    |                    |                    |        |  |
|  | 14 septembrie 2013 |                    |    |                    |                    |        |  |
|  | Rostov-Don         | 21                 |    |                    |                    |        |  |
|  | Fleury Loiret HB   | 26                 |    |                    |                    |        |  |
|  |                    |                    |    |                    |                    |        |  |
|  |                    |                    |    |                    | 15 septembrie 2013 |        |  |
|  |                    |                    |    |                    | Fleury Loiret HB   | 25     |  |
|  |                    | ŽRK Vardar         | 33 |                    |                    |        |  |
|  |                    |                    |    |                    |                    |        |  |
|  |                    |                    |    |                    |                    |        |  |
|  |                    |                    |    |                    | Finala mică        |        |  |
|  | 14 septembrie 2013 | 14 septembrie 2013 |    | 15 septembrie 2013 | 15 septembrie 2013 |        |  |
|  | ŽRK Vardar         | 35                 |    | Rostov-Don         | 41                 |        |  |
|  | PDO Salerno        | 16                 |    |                    | PDO Salerno        | 18     |  |

## Faza grupelor
Tragerea la sorți a meciurilor din faza grupelor a avut loc pe 28 iunie, în Viena. Un total de 16 echipe au fost implicate în acest proces, fiind împărțite în patru urne valorice de câte patru. Împărțirea echipelor în cele patru urne s-a făcut pe baza coeficienților EHF. Nu s-a permis extragerea în aceeași grupă a cluburilor făcând parte din aceeași urnă valorică sau din aceeași ligă de handbal

### Distribuție
| Urna 1                                                         | Urna a 2-a                                                      | Urna a 3-a                                                         | Urna a 4-a |
| -------------------------------------------------------------- | --------------------------------------------------------------- | ------------------------------------------------------------------ | --- |
| Győri Audi ETO KC Larvik HK Budućnost Podgorica Krim Ljubljana | BM Bera Bera FC Midtjylland Håndbold Thüringer HC Metz Handball | Hypo Niederösterreich RK Podravka Koprivnica IK Sävehof SPR Lublin | HC Leipzig (Calificări 1) FTC-Rail Cargo Hungaria (Calificări 2) HCM Baia Mare (Calificări 3) ŽRK Vardar (Calificări 4) |

### Grupa A
| Echipa                | M | V | E | Î | GM  | GP  | G   | Pct |
| --------------------- | - | - | - | - | --- | --- | --- | --- |
| Győri Audi ETO KC     | 6 | 6 | 0 | 0 | 192 | 143 | +49 | 12  |
| Thüringer HC          | 6 | 2 | 0 | 4 | 159 | 165 | −6  | 4   |
| Hypo Niederösterreich | 6 | 2 | 0 | 4 | 149 | 170 | −21 | 4   |
| HCM Baia Mare         | 6 | 2 | 0 | 4 | 140 | 162 | −22 | 4   |

|           | GKC   | HCM   | NIE   | THU    |
| --------- | ----- | ----- | ----- | ------ |
| Győr      | –     | 28-26 | 41–22 | 29-22  |
| Baia Mare | 21-33 | –     | 24-23 | 20-19< |
| Hypo      | 27-28 | 23-20 | –     | 29-23  |
| Thüringer | 25-33 | 36-29 | 34-25 | –      |

### Grupa B
| Echipa                  | M | V | E | Î | GM  | GP  | G   | Pct |
| ----------------------- | - | - | - | - | --- | --- | --- | --- |
| FC Midtjylland Håndbold | 6 | 5 | 0 | 1 | 156 | 139 | +17 | 10  |
| Budućnost Podgorica     | 6 | 4 | 0 | 2 | 156 | 125 | +31 | 8   |
| Ferencváros             | 6 | 3 | 0 | 3 | 162 | 161 | +1  | 6   |
| SPR Lublin SSA          | 6 | 0 | 0 | 6 | 140 | 189 | −49 | 0   |

|             | FCM   | FTC   | SPR   | ŽRK   |
| ----------- | ----- | ----- | ----- | ----- |
| Midtjylland | –     | 32-23 | 37-26 | 21-19 |
| Ferencváros | 25-26 | –     | 40-25 | 27-25 |
| Lublin      | 24-25 | 24-26 | –     | 22-30 |
| Budućnost   | 22-15 | 29-21 | 31-19 | –     |

### Grupa C
| Echipa                | M | V | E | Î | GM  | GP  | G   | Pct |
| --------------------- | - | - | - | - | --- | --- | --- | --- |
| Krim Ljubljana        | 6 | 4 | 1 | 1 | 167 | 138 | +29 | 9   |
| IK Sävehof            | 6 | 3 | 1 | 2 | 169 | 172 | −3  | 7   |
| Metz Handball         | 6 | 3 | 0 | 3 | 149 | 144 | +5  | 6   |
| Handball Club Leipzig | 6 | 1 | 0 | 5 | 139 | 170 | −31 | 2   |

|         | HCL   | IKS   | MET   | RKK   |
| ------- | ----- | ----- | ----- | ----- |
| Leipzig | –     | 28-34 | 22-25 | 23-27 |
| Sävehof | 30-23 | –     | 32-30 | 25-25 |
| Metz    | 22–23 | 30-20 | –     | 21-20 |
| Krim    | 32-20 | 36-28 | 27-21 | –     |

### Grupa D
| Echipa                 | M | V | E | Î | GM  | GP  | G   | Pct |
| ---------------------- | - | - | - | - | --- | --- | --- | --- |
| ŽRK Vardar             | 6 | 5 | 1 | 0 | 185 | 138 | +47 | 11  |
| Larvik HK              | 6 | 4 | 1 | 1 | 170 | 133 | +37 | 9   |
| BM Bera Bera           | 6 | 1 | 0 | 5 | 123 | 157 | −34 | 2   |
| RK Podravka Koprivnica | 6 | 1 | 0 | 5 | 128 | 178 | −50 | 2   |

|            | BMB   | LHK   | RKP   | ŽRK   |
| ---------- | ----- | ----- | ----- | ----- |
| Bera Bera  | –     | 17-27 | 28-19 | 19-23 |
| Larvik     | 29-21 | –     | 34–18 | 29-31 |
| Koprivnica | 29-18 | 19-24 | –     | 17-35 |
| Vardar     | 30-20 | 27-27 | 39-26 | –     |

## Grupele principale
Tragerea la sorți a grupelor principale a avut loc pe 19 noiembrie, la Gartenhotel Altmannsdorf din Viena. Un total de 8 echipe au fost implicate în acest proces, fiind împărțite în două urne valorice de câte patru. Împărțirea echipelor în cele două urne s-a făcut pe baza rezultatelor din faza grupelor. Echipele care au terminat grupele pe primul loc au fost distribuite în Urna 1, iar cele care au terminat grupele pe locul al doilea au fost distribuite în Urna a 2-a.

### Distribuție
| Urna 1                                                              | Urna a 2-a                                      |
| ------------------------------------------------------------------- | ----------------------------------------------- |
| Győri Audi ETO KC FC Midtjylland Håndbold Krim Ljubljana ŽRK Vardar | Thüringer HC ŽRK Budućnost IK Sävehof Larvik HK |

### Grupa 1
| Echipa                  | M | V | E | Î | GM  | GP  | G   | Pct |
| ----------------------- | - | - | - | - | --- | --- | --- | --- |
| ŽRK Vardar              | 6 | 3 | 2 | 1 | 154 | 142 | +12 | 8   |
| FC Midtjylland Håndbold | 6 | 3 | 1 | 2 | 152 | 147 | +5  | 7   |
| Thüringer HC            | 6 | 3 | 1 | 2 | 157 | 156 | +1  | 7   |
| IK Sävehof              | 5 | 0 | 2 | 3 | 149 | 167 | −18 | 2   |

|             | FCM   | IKS   | THU   | ŽRK   |
| ----------- | ----- | ----- | ----- | ----- |
| Midtjylland | –     | 25-24 | 26-20 | 25-24 |
| Sävehof     | 29-29 | –     | 26-32 | 27-27 |
| Thüringer   | 26-24 | 30-25 | –     | 24-24 |
| Vardar      | 24-23 | 24-18 | 31-25 | –     |

### Grupa a 2-a
| Echipa              | M | V | E | Î | GM  | GP  | G   | Pct |
| ------------------- | - | - | - | - | --- | --- | --- | --- |
| Budućnost Podgorica | 6 | 3 | 3 | 0 | 150 | 126 | +24 | 9   |
| Győri Audi ETO KC   | 5 | 3 | 2 | 0 | 129 | 118 | +11 | 8   |
| Larvik HK           | 5 | 1 | 1 | 3 | 105 | 116 | −11 | 3   |
| Krim Ljubljana      | 6 | 1 | 0 | 5 | 133 | 157 | −24 | 2   |

|           | GKC   | LHK   | RKK   | ŽRK   |
| --------- | ----- | ----- | ----- | ----- |
| Győr      | –     | 31-29 | 27-24 | 23-23 |
| Larvik    | 23-29 | –     | 28-22 | 17-22 |
| Krim      | 22-24 | 24-18 | –     | 26-30 |
| Budućnost | 26-26 | 19-19 | 30-15 | –     |

## Formatul final cu patru echipe
În septembrie 2013, Federația Europeană de Handbal a anunțat că, pentru prima dată în istoria competiției, câștigătoarea Ligii campionilor EHF va fi decisă într-un format final cu patru echipe. Această fază a competiției a avut loc la Papp László Budapest Sportaréna din Budapesta, Ungaria pe 3–4 mai 2014.
|  | Semifinalele 3 mai 2014 | Semifinalele 3 mai 2014 |    |            | Finala 4 mai 2014          | Finala 4 mai 2014 |  |
|  |                         |                         |    |            |                            |                   |  |
|  |                         |                         |    |            |                            |                   |  |
|  | ŽRK Vardar              | 20                      |    |            |                            |                   |  |
|  | ŽRK Budućnost           | 22                      |    |            |                            |                   |  |
|  |                         |                         |    |            |                            |                   |  |
|  |                         |                         |    |            |                            |                   |  |
|  |                         |                         |    |            | ŽRK Budućnost              | 21                |  |
|  |                         | Győri ETO KC            | 27 |            |                            |                   |  |
|  |                         |                         |    |            |                            |                   |  |
|  |                         |                         |    |            |                            |                   |  |
|  |                         |                         |    |            | Meciul pentru locurile 3-4 |                   |  |
|  |                         |                         |    |            |                            |                   |  |
|  | Győri ETO KC            | 29                      |    | ŽRK Vardar | 34                         |                   |  |
|  | FC Midtjylland          | 26                      |    |            | FC Midtjylland             | 31                |  |

## Clasamentul marcatoarelor
Actualizat pe 4 mai 2014
| Poz. | Nume                       | Echipă    | Goluri |
| ---- | -------------------------- | --------- | ------ |
| 1    | Anita Görbicz (HUN)        | Győr      | 87     |
| 2    | Andrea Lekić (SRB)         | Vardar    | 79     |
| 3    | Katarina Bulatović (MNE)   | Győr      | 72     |
| 4    | Nora Mørk (NOR)            | Larvik    | 71     |
| 5    | Ida Odén (SWE)             | Sävehof   | 69     |
| 6    | Cornelia Nycke Groot (NED) | FCM       | 67     |
| 7    | Cristina Neagu (ROU)       | Budućnost | 64     |
| 8    | Alexandrina Barbosa (ESP)  | Thüringer | 63     |
| 9    | Stine Jørgensen (DEN)      | FCM       | 62     |
| 10   | Eduarda Amorim (BRA)       | Győr      | 59     |